# Bergsturz von Hope
Der Bergsturz von Hope (engl. Hope Slide) ereignete sich am 9. Januar 1965 bei Hope, 135 km östlich von Vancouver, der größten Stadt British Columbias, im äußersten Südwesten Kanadas. Knapp vorher war Hope zur Stadt erhoben worden.

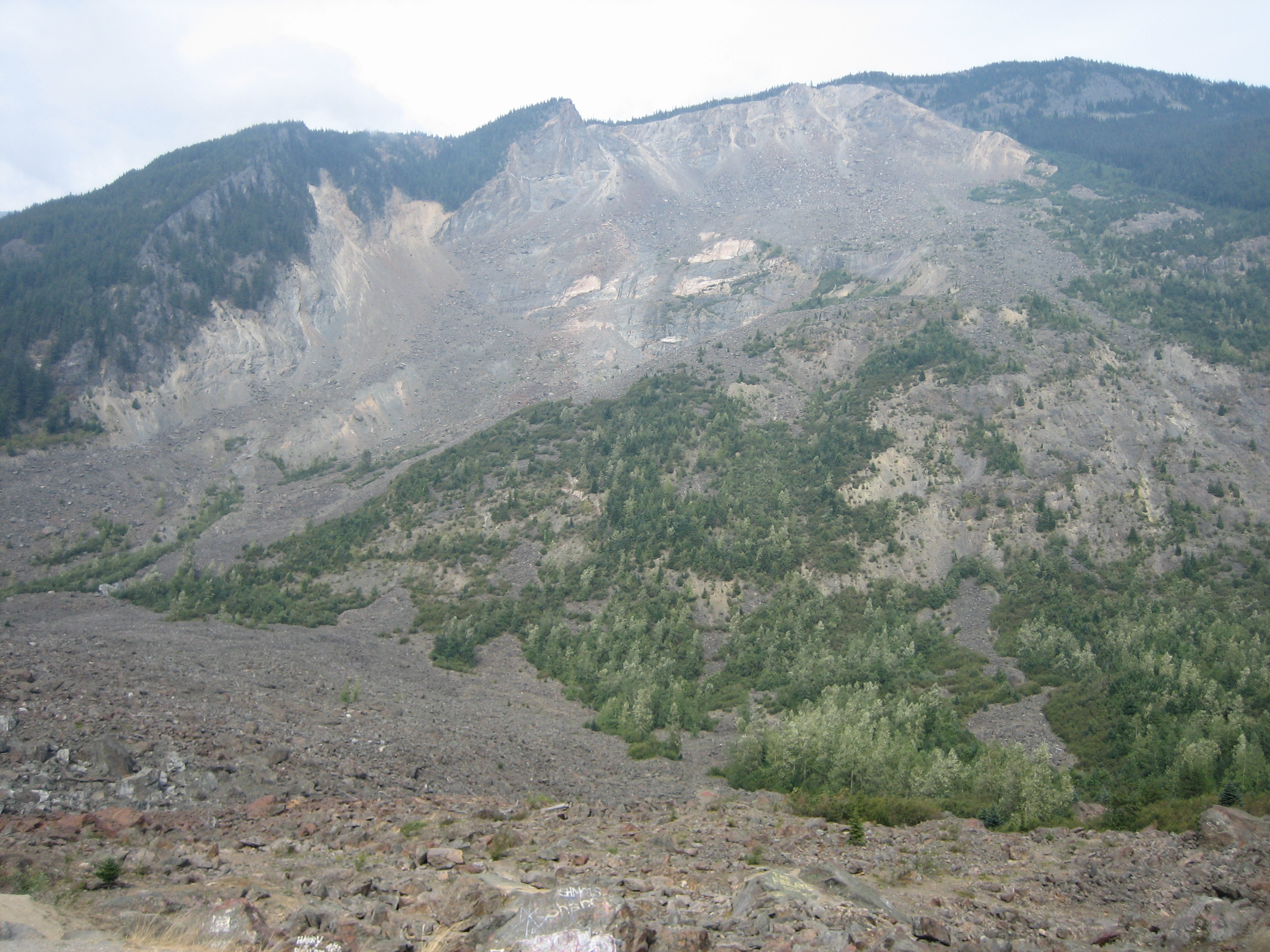
Der große Bergsturz 1965 bei Hope, Kanada (Foto von 2005)

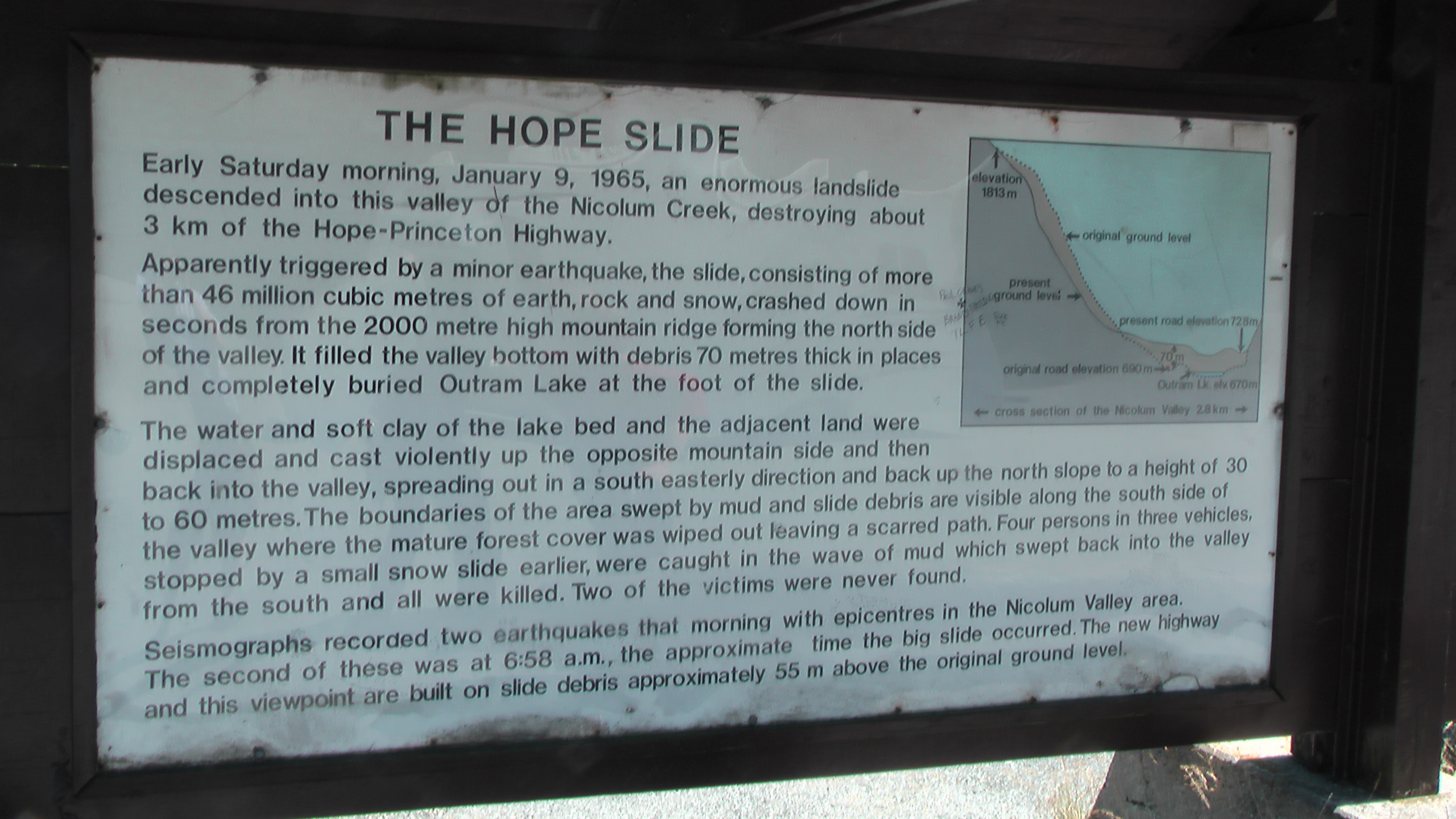
Hope Slide Informationstafel

Der Bergsturz war der bisher größte in der Geschichte Kanadas und kostete – obwohl in fast unbewohnter Gegend – vier Menschen das Leben, zwei der Opfer wurden nie gefunden. Er riss von einem Steilhang (>45°) knapp unter einem Grat in den Cascade Mountains ab und ergoss sich in ein Seitental des Coquihalla River, der etwa 10 km weiter bei Hope in den Fraser River mündet. Wie örtliche Vermessungen ergaben, stürzten 46 Millionen Kubikmeter Gestein und Geröll eine unter dem Steilhang etwa 20° geneigte Gleitbahn hinab und blieben als eine riesige Halde von 70 Metern Höhe und 3 Kilometern Länge liegen. Nach der Faustformel von Albert Heim schätzt man die Geschwindigkeit der Sturzmasse auf der Gleitbahn auf über 200 km/h.
Die Gerölllawine schüttete einen See (Outram Lake) nahe dem Nicolum River völlig zu und verlegte den Flusslauf. Sie überrollte auch einige Kilometer vom Highway 3 (ein Zweig des neu eröffneten Trans-Canada Highway), den man wochenlang schließen musste. 
Kurzfristige Sperren sind allerdings im Winter und wegen kleinerer Erdrutsche häufig notwendig.
Ob ein kleines Erdbeben den Bergsturz ausgelöst hat, lässt sich nicht eindeutig feststellen. Es könnte auch auf einen vorangehenden Erdrutsch hindeuten. Das Gestein des Berghangs ist alter, metamorpher Basalt, allerdings von Schichten mit Tonmineralen und einigen Störungslinien durchzogen. Die meisten Geologen nehmen an, dass der Ton durch vorangegangene Wetterbedingungen wassergesättigt war.